# Abau
Abau is een van de Papoeatalen en wordt gesproken in de provincie Sandaun van Papoea-Nieuw-Guinea, voornamelijk aan de oevers van de rivier de Sepik.
In 2002 werd het aantal sprekers van de taal geschat tussen de 4500 en de 5000. Dit aantal is er niet op achteruitgegaan vergeleken met de telling van omstreeks 1970.
| Voorste klinker      | Centrale klinker | Achterste klinker |     |
| -------------------- | ---------------- | ----------------- | --- |
| Gesloten klinker     | [i]              |                   | [u] |
| Halfgesloten klinker | [e]              | [ə]               | [o] |
| Halfopen klinker     | [ɛ]              |                   | [ɔ] |
| Open klinker         |                  | [a]               |     |

/ə/ verschijnt alleen in mediale positie.
| Bilabiaal   | Alveolaar | Palataal | Velaar | Glottaal |     |
| ----------- | --------- | -------- | ------ | -------- | --- |
| Nasaal      | [m]       | [n]      |        |          |     |
| Plosief     | [p]       |          |        | [k]      |     |
| Fricatief   |           | [s]      |        |          | [h] |
| Flap        |           | [r]      |        |          |     |
| Approximant |           |          | [j]    | [w]      |     |

/r/ heeft verschillende allofonen: [l] aan het begin van woorden, [d] na /n/, [r] tussen twee klinkers en [t] of [ɺ] aan het einde van woorden. /h/ verandert in [ç] voor /i/ en in [ɸ] voor /u/. Plosieven worden stemhebbend na nasalen.